# U-23-Fußball-Asienmeisterschaft 2018
Die dritte U-23-Fußball-Asienmeisterschaft (offiziell: 2018 AFC U-23 Championship) wurde vom 9. bis zum 27. Januar 2018 in China ausgetragen. Es traten 16 Mannschaften zunächst in der Gruppenphase in vier Gruppen und danach im K.-o.-System gegeneinander an. Titelverteidiger war Japan, das im Viertelfinale ausschied.
Usbekistan gewann das Turnier durch einen 2:1-Sieg nach Verlängerung im Finale gegen den Vietnam. Im Spiel um den dritten Platz konnte sich Katar mit 1:0 gegen Südkorea durchsetzen. Torschützenkönig wurde der aus Katar stammende Almoez Abdulla, der sechs Tore erzielte. Zum besten Spieler des Turniers wurde der Usbeke Odiljon Hamrobekov ernannt.

## Teilnehmer

### Qualifikation
Von den 47 Mitgliedsverbänden der AFC meldeten sich ursprünglich 42 zur Teilnahme an. Da sich Pakistan aber zurückzog und Kuwait weiterhin suspendiert war, gab es nur 40 Teilnehmer. Die Auslosung der Gruppen fand am 17. März 2017 in Kuala Lumpur statt. Die Mannschaften wurden dabei nach ihrer geographischen Lage in die Westregion, bestehend aus West-, Zentral- und Südasien, und die Ostregion, bestehend aus Südost- und Ostasien, verteilt. Die beiden Regionen setzten sich aus jeweils fünf Gruppen mit je vier Mannschaften zusammen.
Die Gruppen wurden vom 15. bis zum 23. Juli 2017 als Miniturniere ausgetragen, bei denen je einer der Teilnehmer als Gastgeber einer Gruppe fungierte. Jede Mannschaft spielte einmal gegen jede andere ihrer Gruppe. Die zehn Gruppensieger und die sechs besten Zweitplatzierten qualifizierten sich für die Endrunde. Der Gastgeber aus China nahm ebenfalls an der Qualifikation teil, war aber automatisch für die Endrunde gesetzt.
Neben Gastgeber China konnten sich von den Teilnehmern der ersten und zweiten Austragung mit Australien, dem Irak, Japan, Jordanien, Nordkorea, Saudi-Arabien, Südkorea, Syrien und Usbekistan weitere neun Mannschaften zum dritten Mal qualifizieren. Für den Oman ist es die erste Teilnahme nach 2014. Erstmals für die Endrunde qualifizieren konnten sich Malaysia und Palästina. Auf der anderen Seite überstanden mit dem Iran und den Vereinigten Arabischen Emiraten zwei Teilnehmer von 2016 die Qualifikation nicht; der Jemen nahm gar nicht erst teil.

### Auslosung
Die Gruppenauslosung fand am 24. Oktober 2017 in der chinesischen Stadt Changzhou statt. Die Mannschaften wurden entsprechend ihren Platzierungen bei der letzten Austragung im Januar 2016 auf vier Lostöpfe verteilt und in vier Gruppen mit jeweils vier Mannschaften gelost. Gastgeber China war bereits als Gruppenkopf der Gruppe A gesetzt.
- Lostopf 1: China, Japan, Südkorea, Irak
- Lostopf 2: Katar, Jordanien, Nordkorea, Australien
- Lostopf 3: Usbekistan, Syrien, Saudi-Arabien, Thailand
- Lostopf 4: Vietnam, Oman, Palästina, Malaysia

Die Auslosung ergab folgende Gruppeneinteilung:
| Gruppe A   | Gruppe B  | Gruppe C      | Gruppe D   |
| ---------- | --------- | ------------- | ---------- |
| China      | Japan     | Irak          | Südkorea   |
| Katar      | Nordkorea | Jordanien     | Australien |
| Usbekistan | Thailand  | Saudi-Arabien | Syrien     |
| Oman       | Palästina | Malaysia      | Vietnam    |

### Kader
Jede Mannschaft bestand mindestens aus 18 und höchstens aus 23 Spielern, von denen mindestens drei Torhüter sein mussten. Teilnahmeberechtigt waren Spieler, die am oder nach dem 1. Januar 1995 geboren wurden. Da die U-23-Asienmeisterschaft außerhalb des FIFA-Terminkalenders für internationale Spiele stattfand, waren die Vereine nicht verpflichtet ihre Spieler für das Turnier freizustellen.

## Spielorte
Bei der Gruppenauslosung im Oktober 2017 wurden von der AFC die vier Städte Changshu, Changzhou, Jiangyin und Kunshan als Spielorte genannt, die alle in der chinesischen Provinz Jiangsu liegen. Die vier Stadien in den vier Städten wurden später benannt. Im Changzhou Olympic Sports Center fand sowohl das Eröffnungs- als auch das Endspiel statt.
Drei der vier Stadien verfügten über eine Kapazität zwischen 30.000 und 40.000 Zuschauern. Das größte Stadion war das Changzhou Olympic Sports Center mit einer Kapazität von 38.000 Zuschauern, das kleinste Stadion hingegen, das Kunshan Sports Center, bot nur Platz für 25.000 Zuschauer.
| Changshu                                 | Changzhou                                         | Jiangyin                                 | Kunshan                                 |
| ---------------------------------------- | ------------------------------------------------- | ---------------------------------------- | --------------------------------------- |
| Changshu Sports Center Kapazität: 35.000 | Changzhou Olympic Sports Center Kapazität: 38.000 | Jiangyin Sports Center Kapazität: 32.000 | Kunshan Sports Center Kapazität: 25.000 |
|                                          | Changzhou Olympic Sports Center                   |                                          |                                         |

## Gruppenphase
Die Gruppensieger und -zweiten qualifizierten sich für das Viertelfinale, die Dritt- und Viertplatzierten schieden aus dem Wettbewerb aus. Bei Punktgleichheit zweier oder mehrerer Mannschaften wurde die Platzierung durch folgende Kriterien ermittelt:
1. Anzahl Punkte im direkten Vergleich
2. Tordifferenz im direkten Vergleich
3. Anzahl Tore im direkten Vergleich
4. Wenn nach der Anwendung der Kriterien 1 bis 3 immer noch mehrere Mannschaften denselben Tabellenplatz belegten, wurden die Kriterien 1 bis 3 erneut angewendet, jedoch ausschließlich auf die Direktbegegnungen der betreffenden Mannschaften. Sollte auch dies zu keiner definitiven Platzierung führen, wurden die Kriterien 5 bis 9 angewendet.
5. Tordifferenz aus allen Gruppenspielen
6. Anzahl Tore in allen Gruppenspielen
7. Wenn es nur um zwei Mannschaften ging und diese beiden auf dem Platz standen, kam es zwischen diesen zu einem Elfmeterschießen.
8. Niedrigere Anzahl Punkte durch Gelbe und Rote Karten (Gelbe Karte 1 Punkt, Gelb-Rote und Rote Karte 3 Punkte, Gelbe Karte auf die eine direkte Rote Karte folgt 4 Punkte)
9. Losziehung

### Gruppe A
| Pl. | Land       | Sp. | S | U | N | Tore    | Diff. | Punkte |
| --- | ---------- | --- | - | - | - | ------- | ----- | ------ |
| 1.  | Katar      | 3   | 3 | 0 | 0 | 004:100 | +3    | 09     |
| 2.  | Usbekistan | 3   | 2 | 0 | 1 | 002:100 | +1    | 06     |
| 3.  | China      | 3   | 1 | 0 | 2 | 004:300 | +1    | 03     |
| 4.  | Oman       | 3   | 0 | 0 | 3 | 000:500 | −5    | 0      |

| 9. Januar 2018, 16:00 Uhr (9:00 Uhr MEZ) in Changzhou   |   |            |           |
| China                                                   | – | Oman       | 3:0 (2:0) |
| 9. Januar 2018, 19:30 Uhr (12:30 Uhr MEZ) in Changzhou  |   |            |           |
| Katar                                                   | – | Usbekistan | 1:0 (0:0) |
| 12. Januar 2018, 16:00 Uhr (9:00 Uhr MEZ) in Changzhou  |   |            |           |
| Usbekistan                                              | – | China      | 1:0 (1:0) |
| 12. Januar 2018, 19:30 Uhr (12:30 Uhr MEZ) in Changzhou |   |            |           |
| Oman                                                    | – | Katar      | 0:1 (0:1) |
| 15. Januar 2018, 16:00 Uhr (9:00 Uhr MEZ) in Changzhou  |   |            |           |
| China                                                   | – | Katar      | 1:2 (1:1) |
| 15. Januar 2018, 16:00 Uhr (9:00 Uhr MEZ) in Jiangyin   |   |            |           |
| Usbekistan                                              | – | Oman       | 1:0 (1:0) |

### Gruppe B
| Pl. | Land      | Sp. | S | U | N | Tore    | Diff. | Punkte |
| --- | --------- | --- | - | - | - | ------- | ----- | ------ |
| 1.  | Japan     | 3   | 3 | 0 | 0 | 005:100 | +4    | 09     |
| 2.  | Palästina | 3   | 1 | 1 | 1 | 006:300 | +3    | 04     |
| 3.  | Nordkorea | 3   | 1 | 1 | 1 | 003:400 | −1    | 04     |
| 4.  | Thailand  | 3   | 0 | 0 | 3 | 001:700 | −6    | 0      |

| 10. Januar 2018, 16:00 Uhr (9:00 Uhr MEZ) in Jiangyin  |   |           |           |
| Nordkorea                                              | – | Thailand  | 1:0 (1:0) |
| 10. Januar 2018, 19:30 Uhr (12:30 Uhr MEZ) in Jiangyin |   |           |           |
| Japan                                                  | – | Palästina | 1:0 (1:0) |
| 13. Januar 2018, 16:00 Uhr (9:00 Uhr MEZ) in Jiangyin  |   |           |           |
| Palästina                                              | – | Nordkorea | 1:1 (1:0) |
| 13. Januar 2018, 19:30 Uhr (12:30 Uhr MEZ) in Jiangyin |   |           |           |
| Thailand                                               | – | Japan     | 0:1 (0:0) |
| 16. Januar 2018, 16:00 Uhr (9:00 Uhr MEZ) in Jiangyin  |   |           |           |
| Japan                                                  | – | Nordkorea | 3:1 (2:0) |
| 16. Januar 2018, 16:00 Uhr (9:00 Uhr MEZ) in Changzhou |   |           |           |
| Thailand                                               | – | Palästina | 1:5 (1:4) |

### Gruppe C
| Pl. | Land          | Sp. | S | U | N | Tore    | Diff. | Punkte |
| --- | ------------- | --- | - | - | - | ------- | ----- | ------ |
| 1.  | Irak          | 3   | 2 | 1 | 0 | 005:100 | +4    | 07     |
| 2.  | Malaysia      | 3   | 1 | 1 | 1 | 003:500 | −2    | 04     |
| 3.  | Jordanien     | 3   | 0 | 2 | 1 | 003:400 | −1    | 02     |
| 4.  | Saudi-Arabien | 3   | 0 | 2 | 1 | 002:300 | −1    | 02     |

| 10. Januar 2018, 16:00 Uhr (9:00 Uhr MEZ) in Changshu  |   |               |           |
| Irak                                                   | – | Malaysia      | 4:1 (2:0) |
| 10. Januar 2018, 19:30 Uhr (12:30 Uhr MEZ) in Changshu |   |               |           |
| Jordanien                                              | – | Saudi-Arabien | 2:2 (1:0) |
| 13. Januar 2018, 16:00 Uhr (9:00 Uhr MEZ) in Changshu  |   |               |           |
| Malaysia                                               | – | Jordanien     | 1:1 (1:1) |
| 13. Januar 2018, 19:30 Uhr (12:30 Uhr MEZ) in Changshu |   |               |           |
| Saudi-Arabien                                          | – | Irak          | 0:0       |
| 16. Januar 2018, 19:30 Uhr (12:30 Uhr MEZ) in Changshu |   |               |           |
| Irak                                                   | – | Jordanien     | 1:0 (0:0) |
| 16. Januar 2018, 19:30 Uhr (12:30 Uhr MEZ) in Kunshan  |   |               |           |
| Saudi-Arabien                                          | – | Malaysia      | 0:1 (0:1) |

### Gruppe D
| Pl. | Land       | Sp. | S | U | N | Tore    | Diff. | Punkte |
| --- | ---------- | --- | - | - | - | ------- | ----- | ------ |
| 1.  | Südkorea   | 3   | 2 | 1 | 0 | 005:300 | +2    | 07     |
| 2.  | Vietnam    | 3   | 1 | 1 | 1 | 002:200 | ±0    | 04     |
| 3.  | Australien | 3   | 1 | 0 | 2 | 005:500 | ±0    | 03     |
| 4.  | Syrien     | 3   | 0 | 2 | 1 | 001:300 | −2    | 02     |

| 11. Januar 2018, 16:00 Uhr (9:00 Uhr MEZ) in Kunshan   |   |            |           |
| Australien                                             | – | Syrien     | 3:1 (2:0) |
| 11. Januar 2018, 19:30 Uhr (12:30 Uhr MEZ) in Kunshan  |   |            |           |
| Südkorea                                               | – | Vietnam    | 2:1 (1:1) |
| 14. Januar 2018, 16:00 Uhr (9:00 Uhr MEZ) in Kunshan   |   |            |           |
| Vietnam                                                | – | Australien | 1:0 (0:0) |
| 14. Januar 2018, 19:30 Uhr (12:30 Uhr MEZ) in Kunshan  |   |            |           |
| Syrien                                                 | – | Südkorea   | 0:0       |
| 17. Januar 2018, 19:30 Uhr (12:30 Uhr MEZ) in Kunshan  |   |            |           |
| Südkorea                                               | – | Australien | 3:2 (2:0) |
| 17. Januar 2018, 19:30 Uhr (12:30 Uhr MEZ) in Changshu |   |            |           |
| Syrien                                                 | – | Vietnam    | 0:0       |

## Finalrunde

### Spielplan
|  | Viertelfinale | Viertelfinale |            |            | Halbfinale       | Halbfinale |  |  | Finale | Finale |
|  |               |               |            |            |                  |            |  |  |        |        |
|  |               |               |            |            |                  |            |  |  |        |        |
|  | Katar         | 3             |            |            |                  |            |  |  |        |        |
|  | Katar         | 3             |            |            |                  |            |  |  |        |        |
|  | Palästina     | 2             |            |            |                  |            |  |  |        |        |
|  | Palästina     | 2             | Katar      | 2 (3)      |                  |            |  |  |        |        |
|  |               |               | Katar      | 2 (3)      |                  |            |  |  |        |        |
|  |               | Vietnam       | 02 (4)2    |            |                  |            |  |  |        |        |
|  | Irak          | Vietnam       | 02 (4)2    | 3 (3)      |                  |            |  |  |        |        |
|  | Irak          |               |            | 3 (3)      |                  |            |  |  |        |        |
|  | Vietnam       | 03 (5)2       |            |            |                  |            |  |  |        |        |
|  |               |               | Vietnam    | 1          |                  |            |  |  |        |        |
|  |               |               |            | Usbekistan | 021              |            |  |  |        |        |
|  | Japan         | 0             |            |            |                  |            |  |  |        |        |
|  | Usbekistan    | 4             |            |            |                  |            |  |  |        |        |
|  | Usbekistan    | 4             | Usbekistan | 041        |                  |            |  |  |        |        |
|  |               |               | Usbekistan | 041        | Spiel um Platz 3 |            |  |  |        |        |
|  |               | Südkorea      | 1          |            |                  |            |  |  |        |        |
|  | Südkorea      | Südkorea      | 1          | 2          | Katar            | 1          |  |  |        |        |
|  | Südkorea      |               |            | 2          | Katar            | 1          |  |  |        |        |
|  | Malaysia      | 1             |            | Südkorea   | 0                |            |  |  |        |        |
|  | Malaysia      | 1             |            |            | 0                |            |  |  |        |        |
|  |               |               |            |            |                  |            |  |  |        |        |

1 Sieg nach Verlängerung

2 Sieg im Elfmeterschießen

### Viertelfinale
| 19. Januar 2018, 16:00 Uhr (9:00 Uhr MEZ) in Jiangyin   |   |            |                                 |
| Japan                                                   | – | Usbekistan | 0:4 (0:3)                       |
| 19. Januar 2018, 19:30 Uhr (12:30 Uhr MEZ) in Changzhou |   |            |                                 |
| Katar                                                   | – | Palästina  | 3:2 (2:0)                       |
| 20. Januar 2018, 16:00 Uhr (9:00 Uhr MEZ) in Kunshan    |   |            |                                 |
| Südkorea                                                | – | Malaysia   | 2:1 (1:0)                       |
| 20. Januar 2018, 19:30 Uhr (12:30 Uhr MEZ) in Changshu  |   |            |                                 |
| Irak                                                    | – | Vietnam    | 3:3 n. V. (1:1, 1:1); 3:5 i. E. |

### Halbfinale
| 23. Januar 2018, 16:00 Uhr (9:00 Uhr MEZ) in Changzhou |   |          |                                 |
| Katar                                                  | – | Vietnam  | 2:2 n. V. (1:0, 2:2); 3:4 i. E. |
| 23. Januar 2018, 19:30 Uhr (12:30 Uhr MEZ) in Kunshan  |   |          |                                 |
| Usbekistan                                             | – | Südkorea | 4:1 n. V. (1:0, 1:1)            |

### Spiel um Platz 3
| 26. Januar 2018, 16:00 Uhr (9:00 Uhr MEZ) in Kunshan |   |          |           |
| Katar                                                | – | Südkorea | 1:0 (1:0) |

### Finale
| Vietnam                                                                                    | Vietnam | Usbekistan | Usbekistan |
| ------------------------------------------------------------------------------------------ | --- | --- | ---------- |
| Vietnam                                                                                    | \| Finale \| \| 27. Januar 2018 um 16:00 Uhr (9:00 Uhr MEZ) in Changzhou (Changzhou Olympic Sports Center) \| \| Ergebnis: 1:2 n. V. (1:1, 1:1) \| \| Zuschauer: 6.200 \| \| Schiedsrichter: Ahmed al-Kaf ( Oman) \|                                                                          | \| Finale \| \| 27. Januar 2018 um 16:00 Uhr (9:00 Uhr MEZ) in Changzhou (Changzhou Olympic Sports Center) \| \| Ergebnis: 1:2 n. V. (1:1, 1:1) \| \| Zuschauer: 6.200 \| \| Schiedsrichter: Ahmed al-Kaf ( Oman) \| | Usbekistan |
| Vietnam                                                                                    | Bùi Tiến Dũng – Đỗ Duy Mạnh, Trần Đình Trọng – Bùi Tiến Dũng – Phạm Xuân Mạnh, Lương Xuân Trường , Phạm Đức Huy (58. Hà Đức Chinh), Vũ Văn Thanh – Nguyễn Quang Hải, Nguyễn Công Phượng (80. Bùi Tiến Dụng), Phan Văn Đức (109. Nguyễn Phong Hồng Duy) Cheftrainer: Park Hang-seo ( Südkorea) | Botirali Ergashev – Abbos Otaxonov (103. Bobur Abduxoliqov), Dostonbek Tursunov, Rustam Ashurmatov, Akramjon Komilov – Aziz Gʻaniyev, Odiljon Hamrobekov, Jasurbek Yaxshiboyev (46. Doniyorjon Narzullaev), Javohir Siddiqov (118. Andrey Sidorov), Dostonbek Hamdamov – Zabihillo Oʻrinboyev Cheftrainer: Ravshan Khaydarov | Usbekistan |
| Vietnam                                                                                    | 1:1 Nguyễn Q. (41.) | 0:1 Ashurmatov (8.) 1:2 Sidorov (120.) | Usbekistan |
| Vietnam                                                                                    | Bùi Tiến Dụng (101.), Đỗ (111.) | Yaxshiboyev (10.), Hamrobekov (35.), Tursunov (111.), Sidikov (120.+1') | Usbekistan |
| Finale                                                                                     | | |            |
| 27. Januar 2018 um 16:00 Uhr (9:00 Uhr MEZ) in Changzhou (Changzhou Olympic Sports Center) | | |            |
| Ergebnis: 1:2 n. V. (1:1, 1:1)                                                             | | |            |
| Zuschauer: 6.200                                                                           | | |            |
| Schiedsrichter: Ahmed al-Kaf ( Oman)                                                       | | |            |

## Torschützenliste
Nachfolgend sind die besten Torschützen des Turnieres aufgeführt. Bei gleicher Anzahl an Toren sind die Spieler zunächst nach der Anzahl der Vorlagen und anschließend nach den Spielminuten sortiert.
| Rang | Nat                        | Spieler              | Tore | Vorlagen | Spielminuten |
| ---- | -------------------------- | -------------------- | ---- | -------- | ------------ |
| 01   | Katar                      | Almoez Abdulla       | 6    | 1        | 567          |
| 02   | Vietnam                    | Nguyễn Quang Hải     | 5    | 0        | 627          |
| 03   | Palastina Autonomiegebiete | Oday Dabbagh         | 3    | 1        | 353          |
| 04   | Korea Sud                  | Lee Keun-ho          | 3    | 1        | 458          |
| 05   | Katar                      | Akram Afif           | 3    | 1        | 561          |
| 06   | Usbekistan                 | Jasurbek Yaxshiboyev | 3    | 0        | 370          |

Zu diesen besten Torschützen mit mindestens drei Toren kommen acht weitere mit je zwei Toren und 40 weitere mit je einem Tor. Dazu kommen noch drei Eigentore.

## Schiedsrichter
Die AFC nominierte 24 Schiedsrichter sowie 24 Schiedsrichterassistenten für das Turnier. Jeweils zwei Schiedsrichtern kamen aus Australien, China, dem Irak, Japan, Katar, Saudi-Arabien, Südkorea und Usbekistan, während je zwei Assistenten aus Bahrain, China, dem Iran, Japan, Katar, Saudi-Arabien, Usbekistan und den Vereinigten Arabischen Emiraten stammten. Sechs Schiedsrichter gehörten einem Verband an, dessen Mannschaft sich nicht für den Wettbewerb qualifizieren konnte. Für das Eröffnungsspiel zwischen China und dem Oman war der australische Unparteiische Chris Beath verantwortlich, das Endspiel zwischen dem Vietnam und Usbekistan pfiff der omanische Schiedsrichter Ahmed al-Kaf. Der Jordanier Adham Makhadmeh weist mit drei Einsätzen die meisten Spielleitungen auf.
Bereits bei der Weltmeisterschaft 2014 im Einsatz waren der Bahrainer Shukralla und der Usbeke Ermatov. Zusammen mit dem Australier Beath, dem Iraner Faghani, dem Japaner Satō, dem Saudi-Arabier al-Mirdasi und dem Emirati Mohammed waren die beiden auch bei der Asienmeisterschaft 2015 als Schiedsrichter aktiv. Für Ma Ning, Fahad al-Mirdasi, Hettikamkanamge Perera und Mohammed Hassan Mohammed war es nach 2014 und 2016 die dritte U-22-/23-Asienmeisterschaft. Chris Beath, Liu Kwok Man, Ali Sabah, Mohanad Qasim Sarray, Alireza Faghani, Jumpei Iida, Ryūji Satō, Adham Makhadmeh, Abdulrahman al-Jassim, Ahmed al-Kaf und Muhammad Taqi nahmen zum zweiten Mal teil.
Hauptschiedsrichter
- Chris Beath
- Peter Green
- Nawaf Shukralla
- Fu Ming
- Ma Ning
- Liu Kwok Man
- Ali Sabah
- Mohanad Qasim Sarray
- Alireza Faghani
- Jumpei Iida
- Ryūji Satō
- Adham Makhadmeh
- Abdulrahman al-Jassim
- Khamis al-Marri
- Ahmed al-Kaf
- Fahad al-Mirdasi
- Turki al-Khudhayr
- Muhammad Taqi
- Hettikamkanamge Perera
- Kim Dong-jin
- Ko Hyung-jin
- Ravshan Ermatov
- Valentin Kovalenko
- Mohammed Abdullah Hassan Mohammed

Schiedsrichter-Assistenten
- Matthew Cream
- Ebrahim Saleh
- Yaser Tulefat
- Cao Yi
- Huo Weiming
- Mohammadreza Mansouri
- Reza Sokhandan
- Tōru Sagara
- Akane Yagi
- Ahmad al-Roalle
- Saud al-Maqaleh
- Taleb al-Marri
- Sergei Grischtschenko
- Mohd Yusri Mohamad
- Abu Bakar al-Amri
- Mohammed al-Abakry
- Abdullah al-Shalwai
- Ronnie Koh Min Kiat
- Palitha Hemathunga
- Yoon Kwang-yeol
- Abduhamidullo Rasulov
- Jahongir Saidov
- Mohamed al-Hammadi
- Hasan al-Mahri